# Eliza Healy
Eliza Healy, née le 23 décembre 1846 et décédée le 13 septembre 1919, est une éducatrice, sœur de la Congrégation de Notre-Dame et première mère supérieure catholique afro-américaine. Elle est membre de la famille Healy, connue pour son succès dans le domaine religieux malgré le racisme institutionnel caractéristique de la seconde moitié du XIXe siècle aux États-Unis.

## Biographie

### Contexte familial
Née en 1846 à Macon, en Géorgie, Eliza Healy est la plus jeune fille de Michael Morris Healy, un immigrant irlandais et propriétaire de plantation prospère, et de Mary Eliza Clarke (aussi connue sous les noms de Clark ou de Smith), une femme biraciale réduite en esclavage. Son père émigre en Amérique en 1815 et s'établit dans le comté de Jones, près de Macon, en 1818. Il y possède éventuellement 1500 acres et 49 personnes, ce qui fait de lui un homme aisé dans cette partie du monde. Lui et Mary Eliza vivent ensemble entre 1829 et 1850, année de leur décès. Ils entretiennent une relation exclusive, ce qui est inhabituel pour l'époque compte tenu de leur différence de classe sociale et des forces culturelles importantes qui interdisent généralement de telles unions. Ils élèvent dix enfants, dont neuf survivent jusqu'à l'âge adulte. En raison de l'application de la doctrine juridique du partus sequitur ventrem, Eliza et ses frères et sœurs (James, Hugh, Patrick, Sherwood (Alexander), Michael, Martha, Josephine (Amanda) et Eugene) sont légalement considérés comme des esclaves à la naissance. À l'époque, la loi de l'État de Géorgie interdit aux esclaves de recevoir une éducation et proscrit l'affranchissement. Afin de recevoir une éducation décente et de vivre dans de meilleures conditions que celles permises par les lois du Sud, les enfants Healy sont envoyés dans le Nord. Lorsque les parents d'Eliza décèdent à quelques mois d'intervalle en 1850, six de ses frères et sœurs y sont déjà. Les trois plus jeunes enfants Healy, dont Eliza, quittent la Géorgie pour New York après la mort de leurs parents.

### Jeunesse
Même si Michael Healy est catholique, ses enfants ne sont pas baptisés selon les rites de cette religion avant son décès. Eliza, Josephine (Amanda) et Eugene sont baptisés à New York en 1851. Eliza et Josephine se déplacent ensuite au Canada et fréquentent des écoles tenues par la Congrégation de Notre-Dame à Saint-Jean-sur-Richelieu et à Montréal, au Québec. Elles rejoignent leurs frères et sœurs à Boston, dans le Massachusetts, lorsque Eliza termine ses études secondaires en 1861. Eliza y vit pendant un certain temps avec Eugene puis déménage à Newton avec son autre frère James, un prêtre qui deviendra éventuellement le premier évêque afro-américain des États-Unis. Eliza voyage avec lui en Europe et au Moyen-Orient en 1868. Elle continue de vivre dans la maison familiale de West Newton jusqu'en 1874. À la suite de la panique de 1873, qui détruit une grande partie des ressources financières de James, Eliza prend la décision d'entrer dans la vie religieuse.

### Vie religieuse
Le premier mai 1874, à l'âge de 27 ans, Eliza entre au noviciat de la Congrégation de Notre-Dame à Montréal, au Canada, et, en décembre de la même année, reçoit l'habit et prend le nom de sœur Sainte-Marie-Madeleine. Elle prononce ses vœux temporaires le 19 juillet 1876 et ses vœux permanents six ans plus tard. Une vingtaine d'années plus tôt, la sœur aînée d'Eliza, Martha Ann Healy était entrée dans la Congrégation en tant que sœur Sainte-Lucie. Elle y œuvre de 1855 à 1863, avant de recevoir une dispense de ses vœux.
Sœur Sainte-Marie-Madeleine commence sa carrière d'enseignante en 1876, à l'Académie Saint-Patrick de Montréal. Deux ans plus tard, elle fait partie des trois sœurs qui ouvrent la mission de Brockville, en Ontario. Elle enseigne également à Sherbrooke (1881-1886) et à l'académie Saint-Antoine de Montréal (1886-1888 et 1890-1894). Après un an en poste comme supérieure adjointe à Ottawa, sœur Sainte-Marie-Madeleine est nommée supérieure du couvent d'Huntingdon en 1895. À son arrivée, l'établissement est aux prises avec de sérieux problèmes financiers, mais ses solides compétences administratives lui permettent de ramener le couvent à la solvabilité en deux ans. De 1897 à 1898, elle est supérieure à l'Académie Saint-Denis. Les deux années suivantes, elle occupe le poste de doyenne des études anglaises à la sixième Maison mère de la Congrégation à Montréal, et de 1900 à 1903, elle enseigne à l'École normale Jacques-Cartier pour filles, également à Montréal.
De 1903 à 1918, sœur Sainte-Marie-Madeleine dirige la Villa Barlow de Saint Albans, au Vermont, en tant que mère supérieure. Ce poste fait d'elle la première femme afro-américaine à être nommée mère supérieure,. À l'époque, la Villa Barlow était une prestigieuse école pour jeunes filles et bon nombre de ses élèves venaient de riches familles de la Nouvelle-Angleterre. L'école était cependant accablée de dettes et avait besoin d'un sérieux redressement administratif. Au cours de ses quinze années de leadership, sœur Sainte-Marie-Madeleine réussit à réorganiser l'institution et sa communauté, en plus de rétablir un haut niveau d'excellence académique et administratif. Elle remplit ce mandat malgré la résistance des autorités paroissiales et diocésaines. Elle remanie également les pratiques de santé et d'hygiène de ses sœurs en religion et des élèves dont elles avaient la charge.
En 1918, ses quinze années en tant que supérieure à la Villa prennent fin lorsque le nouveau Code de droit canonique fixe des limites au mandat des supérieures religieuses. Sœur Sainte-Marie-Madeleine accepte une nouvelle assignation en tant que supérieure de l'Académie Notre-Dame de Staten Island, New York, où elle améliore à nouveau la situation financière de l'institution qu'elle dirige. Après huit mois, pour des raisons de santé, elle doit quitter ce poste pour retourner à la Maison mère de Montréal. Elle décède le 13 septembre 1919 d'une maladie cardiaque.

## Postérité
Les archives écrites par les membres de la communauté de sœur Sainte-Marie-Madeleine la décrivent comme ayant un sens des affaires et de l'organisation aiguisés, une résilience hors du commun et des attentes élevées envers ses sœurs et ses élèves. Son leadership, son dévouement spirituel et l'appréciation que lui réservaient ses consœurs et ses élèves sont aussi évoqués dans ces témoignages.
De nos jours, Eliza Healy est régulièrement reconnue comme ayant été la première mère supérieure catholique afro-américaine,,. Certaines sources biographiques qui traitent de sa vie indiquent qu'aucun document n'a été trouvé pour faire état de ses origines comme étant une réalité avec laquelle elle a dû composer, ou encore pour démontrer des relations qu'elle aurait pu entretenir avec d'autres personnes afro-descendantes en dehors de sa famille,.